# Arctic Village
Arctic Village és una concentració de població designada pel cens de l'Àrea censal de Yukon-Koyukuk dels Estats Units d'Amèrica a l'estat d'Alaska.

## Demografia
Segons el cens dels Estats Units del 2000 Arctic Village tenia 152 habitants, 52 habitatges, i 30 famílies La densitat de població era d'1 habitant per km².
Dels 52 habitatges en un 44,2% hi vivien nens de menys de 18 anys, en un 25% hi vivien parelles casades, en un 21,2% dones solteres, i en un 40,4% no eren unitats familiars. En el 32,7% dels habitatges hi vivien persones soles el 3,8% de les quals corresponia a persones de 65 anys o més que vivien soles. El nombre mitjà de persones vivint en cada habitatge era de 2,92 i el nombre mitjà de persones que vivien en cada família era de 3,58.
Per edats la població es repartia de la següent manera: un 41,4% tenia menys de 18 anys, un 9,9% entre 18 i 24, un 28,9% entre 25 i 44, un 17,8% de 45 a 60 i un 2% 65 anys o més.
L'edat mediana era de 24 anys. Per cada 100 dones hi havia 114,1 homes. Per cada 100 dones de 18 o més anys hi havia 128,2 homes.
Entorn del 30,8% de les famílies i el 46,3% de la població estaven per davall del llindar de pobresa.

## Poblacions properes
El següent diagrama mostra les poblacions més properes.